# Dendrobium incumbens
Dendrobium incumbens är en orkidéart som beskrevs av Rudolf Schlechter. Dendrobium incumbens ingår i släktet Dendrobium, och familjen orkidéer. Inga underarter finns listade i Catalogue of Life.